# 柴蔚
柴蔚（2002年12月7日—），出生於浙江省寧波市慈溪市，中國大陸艺人，2011年在古裝劇“步步驚心”飾演“承歡格格”被觀眾熟知而出道。2013年在张纪中导演的史诗剧《英雄时代》中扮演“小精卫”；参演电视剧《新神雕侠侣》。2014年在郭敬明导演的电影《小时代4》中扮演“小林萧”，同年在郑晓龙导演的电视剧《芈月传》中扮演“少年芈月”。代表作有《步步驚心》、《贤妻》、《芈月传》、《英雄时代》等。

## 演藝經歷
2011年柴蔚在古裝大戲《步步驚心》中飾演承歡格格。紅色題材電視劇《少共國際師》中主演細妹童養媳一角。
2012年在現代都市劇《賢妻》中飾演劉濤和保劍鋒的女兒趙小娟。隨後在《百萬新娘2》中飾演黃晶晶。同年又錄製東南衛視《同桌計劃》節目。
2013年柴蔚在胡玫導演的《大江東去》中飾演小婉兒。張紀中導演歷史大戲《英雄時代》中飾演小精衛。於正版《新神鵰俠侶》飾小程英。楊子黃聖依主演的電視劇《來自草原的你》柴蔚2014年1月18日錄製深圳衛視春晚《年代秀》扮演東方不敗。 7月6日浙江衛視錄製《我不是明星》節目。電影《鈔票飛》中飾演小江燕燕，電視劇《亮色人生》飾演李文娟。電影《鄧小平在黃山》飾演翠翠。電影《1980年代的愛情》中飾演：韓茹/小麗雯。電視劇民國懸疑年代戲《面具背後》飾演佳敏。同年，柴蔚出演由鄭曉龍導演指導的電視劇《羋月傳》飾演：少年羋月。
2015年，柴蔚在電影《我是證人》中扮演小小星，參加了雲南衛視真人秀《士兵突擊之勇者奇兵》，錄製《是真的嗎》，真人秀《了不起的挑戰》 。在《愛人的謊言》中扮演小四季。同年柴蔚還出演了《太子妃升職記》，飾演張靈靈。 

## 作品

### 電視劇
- 2011年《步步驚心》飾 承歡格格
- 2011年《新还珠格格》飾 七格格
- 2011年《奶奶再爱我一次》饰 美华（童年）
- 2012年《轩辕剑之天之痕》饰 宁珂郡主（童年）
- 2012年《傘娘傳奇》 又名：冬雪  饰 秀秀
- 2013年《下辈子还嫁给你》飾 杏儿（童年）
- 2013年《贤妻》飾 赵小娟
- 2013年《百万新娘之爱无悔》飾 黄晶晶（童年）
- 2013年《天堂不相信眼泪》飾 安然（童年）
- 2014年《少共国际师》飾 細妹
- 2014年《神鵰俠侶》飾 程英（童年）
- 2015年《华胥引之绝爱之城》飾 宋凝（童年）
- 2015年《我在锡林郭勒等你》飾 托娅
- 2015年《大江东去》飾 婉儿（童年）
- 2015年《橙色密码》飾 马雅（童年）
- 2015年《太子妃升職記》(網劇)飾 張靈靈
- 2015年《芈月传》飾 芈月（少年）
- 2016年《爱人的谎言》饰 童四季（少年）
- 2016年《旋风少女2》饰 宋萍萍
- 2016年《仙剑云之凡》饰 凌音（少年）
- 2017年《大秦帝国之崛起》饰 小魏优伶（2011年拍攝）
- 2017年《夜市人生》饰 李文娟
- 2017年《醉玲珑》饰 美牙
- 2018年《内衣先生》飾 潇潇
- 2018年《凤囚凰》飾 司馬興男
- 2019年《面具背后》饰 秦佳敏
- 2019年《初戀那件小事》饰 何欣
- 2020年《特工别闹》（网络剧）饰 小麗
- 2023年《光·渊》（网络剧）饰 苏若婉
- 2023年《恋人的谎言》（2016年拍攝）饰 小林菲
- 2024年《燃！沙排少女》(2020年拍摄)饰 楊麗云
- 2024年《颜无双》（网络短剧)饰 素素
- 待播中《英雄时代·炎黄大帝》飾 精卫（童年）
- 待播中《霍去病》饰 芳姑
- 待播中《清歌逐酒少年行》飾 南宮綾（网络剧）
- 待播中《白毛女》

### 節目
- 2012年5月9日东南卫视《同桌计划》节目
- 2014年1月18日錄製深圳衛視春晚《年代秀》
- 2014年7月6日浙江衛視錄製《我不是明星》節目
- 2015年雲南衛視真人秀《士兵突擊之勇者奇兵》
- 2015年央視《是真的嗎》，真人秀《了不起的挑戰》

### 電影
- 2011年《洒满阳光的路上》飾 山妹子
- 2015年《小時代：靈魂盡頭》飾 小林蕭
- 2015年《1980年代的爱情》飾 寒茹（13岁）
- 2015年《我是证人》飾 路小星（少年）
- 2017年《有完没完》飾 小雯
- 2017年《痞子大叔》飾 宋英琪 (網絡電影)
- 2019年《仙厨奇缘》飾 莫瑜 (網絡電影)
- 2019年《横财局中局》飾 少年中田枝子
- 2020年《搜神记之南海美人鲛》 (網絡電影)飾 小水
- 2020年《镇魔道》 (網絡電影)飾 白小仙
- 2021年《混世四猴：神猴归来》 (網絡電影)飾 巴海星

### 廣告
- 2010年《蠶花娘娘蠶絲被》
- 2010年《耐爾襪業》
- 2010年《葉綠素保健品》
- 2010年《晨光涼粉》
- 2010年《臨安同仁山莊宣傳片》
- 2010年《浙商基金》
- 2010年《長興風鈴綠洲房產》
- 2011年《四川電視台SCTV片頭》
- 2011年《華盛達房產》
- 2012年《嘉兴格兰英郡房产宣传》
- 2012年《果然多糖果》
- 2015年《美肌之志》
- 2016年《湖南達爾潤礦泉水》

## 外部連結
- 柴蔚的新浪博客
- 柴蔚的新浪微博